# جوناتان اوبوكو
جوناثان اوبوكو مواليد 18 أبريل 1990 في زوتفن في هولندا، هو لاعب كرة قدم هولندي لعب سابقاً في نادي جدة السعودي كلاعب وسط.

## روابط خارجية
- جوناتان اوبوكو على موقع قاعدة بيانات كرة القدم.إي يو (الإنجليزية)
- جوناتان اوبوكو على موقع Soccerway.com (الإنجليزية)
- جوناتان اوبوكو على موقع عالم كرة القدم.نت (الإنجليزية)